# Leptoperilissus areolaris
Leptoperilissus areolaris là một loài tò vò trong họ Ichneumonidae.